# 小行星661666
小行星661666（661666 Chenchengpo，陳澄波小行星），臨時編號2005 EW228，是一顆位於小行星帶的小行星。由鹿林天文台于2007年发现，其轨道半長軸为 2.778968AU的偏心率为0.161360，与黄道倾斜角为 20.944237ª。
該小行星以陳澄波命名，他是20世紀的台灣藝術家，在二二八事件時遇難。

## 另見
- 小行星列表
- 與鹿林天文台有關的小行星列表